# Alexis Bouvard
Alexis Bouvard   (Les Contamines-Montjoie, 27 de juny de 1767 - París, 7 de juny de 1843) va ser un astrònom francès que va observar les irregularitats del moviment d'Urà per deduir que hi havia un vuitè planeta al sistema solar.

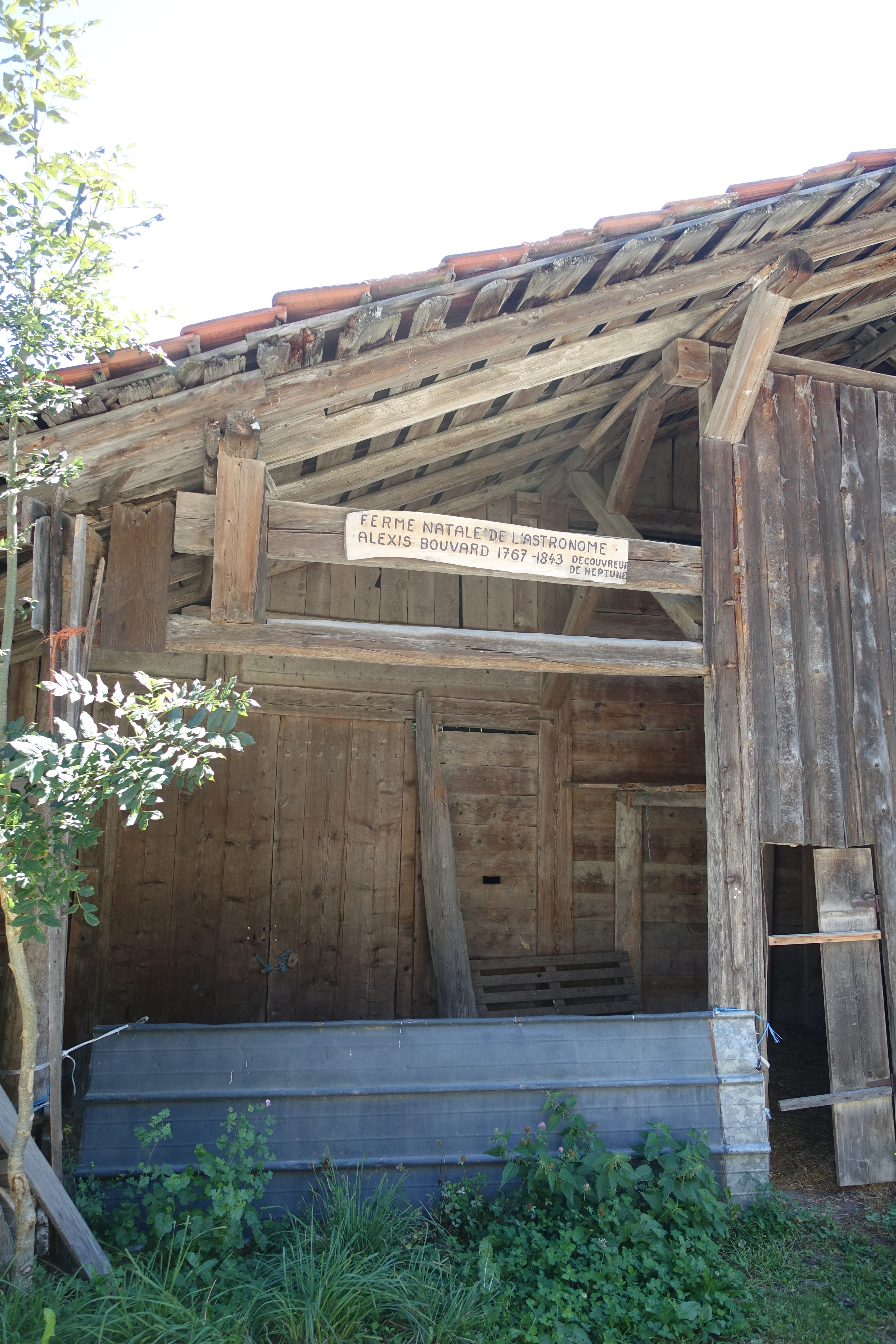
Granja natal d'Alexis Bouvard.

Va néixer a Les Contamines-Montjoie, a Savoïa ducal, actual França, de família pagesa humil. Els seus mestres van aconseguir que pogués anar a París per estudiar al Collège de France, però en una visita a l'Observatori de París, va decidir dedicar-se de ple a l'astronomia. Laplace va incloure'l com a membre del Bureau des Longitudes, entitat en la que va treballar tota la seva vida professional, en estreta col·laboració amb l'Observatori de París.
Entre d'altres aportacions, va descobrir vuit cometes i va compilar taules astronòmiques de Júpiter, Saturn i Urà. L'última d'aquestes mostrava discrepàncies amb les observacions. Això el va fer conjecturar que existia un vuitè planeta responsable de les pertorbacions de l'òrbita d'Urà. John Couch Adams i Urbain Le Verrier van calcular les posicions de forma independent del planeta després de la seva mort. Va ser director de l'Observatori de París des de 1822 fins a 1843. També va ser el redactor de l'anuari Connaisance des temps entre 1811 i 1829.